# Matière étrange
La matière étrange est une forme particulière de matière qui se caractérise par la présence de quarks étranges. Les modèles théoriques prédisent qu'elle est présente dans le cœur des étoiles à neutrons.

## Nature et propriétés
L'existence de la matière étrange est prédite sous la forme d'une matière à quarks (en) dite étrange, une « soupe » de quarks up, down et étranges. La matière à quarks étrange se distingue de la matière à quarks non étrange (qui ne comporte que des quarks up et down), qui elle-même diffère de la matière baryonique par le fait que les quarks up et down n'y sont pas liés trois par trois sous la forme de neutrons et de protons.
Sous une pression suffisamment forte et une température relativement modérée, la soupe de quarks étrange pourrait être un supraconducteur de couleur (en).
La matière étrange pourrait aussi exister sous la forme d'une matière nucléaire étrange constituée de nucléons (protons et neutrons) et d'hypérons Λ, un bayon étrange constitué d'un quark up, d'un quark down et d'un quark étrange.
Selon une hypothèse encore spéculative, la matière étrange pourrait en réalité être plus stable que la matière nucléaire (formée de nucléons), même à basse pression. Les nucléons seraient alors métastables, mais d'extrêmement longue durée de vie.

## Présence dans l'univers
Les modèles théoriques prévoient qu'une très forte densité favorise énergétiquement le quark étrange par rapport aux quarks up et down, ce qui ferait de la matière étrange un constituant important du noyau des étoiles à neutrons, voire la matière principale des hypothétiques étoiles étranges. Plus spéculativement, la matière étrange pourrait exister à faible pression.

### Étoiles à neutrons
La matière étrange devrait être présente dans le cœur des étoiles à neutrons,.
Les premiers modèles, fondés sur les propriétés connues du quark étrange, prédisaient pour les étoiles à neutrons une masse maximum d'environ 1,5 M☉, alors que depuis 2011 on connaît des étoiles à neutrons de 2,14 M☉. Mais au lieu d'une soupe de quark étrange, le noyau de ces étoiles pourrait être constitué d'une matière nucléaire étrange. En 2020, la collaboration STAR a étudié les produits de la décomposition de l'hypertriton {\displaystyle {}_{\Lambda }^{3}\!\mathrm {H} } et en a déduit l'énergie de liaison de l'hypéron Lambda et des nucléons : 0,4 MeV, trois fois plus que prévu. Ce résultat a pour conséquence d'élever la masse maximale des étoiles à neutrons, en accord avec les observations.

### Étoiles étranges
Les étoiles étranges sont des objets encore hypothétiques, imaginés en 1965 par les physiciens soviétiques Dmitri D. Ivanenko et D. F. Kurdgelaidze.
Ces étoiles devraient avoir un diamètre de quelques kilomètres et être constituées d'une soupe de quarks étrange à relativement basse pression, avec une fine croûte de matière nucléaire.

### Strangelets
Un strangelet (néologisme anglais, parfois traduit en « étrangelet ») est une particule composite, hypothétique et hypothétiquement stable, qui serait constituée de deux ou de trois quarks étranges et aurait une taille de l'ordre du femtomètre. Des strangelets seraient créés lors de la formation d'une étoile étrange, ou lors d'une collision d'une étoile étrange avec un autre objet, ou lors de la désintégration d'un noyau ordinaire.